# Haemulon schrankii
Haemulon schrankii es una especie de peces de la familia Haemulidae en el orden de los Perciformes.

## Distribución geográfica
Se encuentra en el Brasil.